# Episodi di Atlantis (prima stagione)
La prima stagione della serie televisiva Atlantis, composta da 13 episodi, è stata trasmessa dal canale britannico BBC One dal 28 settembre al 28 dicembre 2013.
In Italia la stagione è stata trasmessa da Rai4 dal 12 aprile al 28 giugno 2015.
| nº | Titolo originale              | Titolo italiano                | Prima TV USA      | Prima TV Italia |
| -- | ----------------------------- | ------------------------------ | ----------------- | --------------- |
| 1  | The Earth Bull                | Il toro della terra            | 28 settembre 2013 | 12 aprile 2015  |
| 2  | A Girl By Any Other Name      | La figlia scomparsa            | 5 ottobre 2013    | 19 aprile 2015  |
| 3  | A Boy of No Consequence       | Un ragazzo insignificante      | 12 ottobre 2013   | 26 aprile 2015  |
| 4  | Twist of Fate                 | Scherzo del destino            | 19 ottobre 2013   | 3 maggio 2015   |
| 5  | White Lies                    | Bugie a fin di bene            | 26 ottobre 2013   | 10 maggio 2015  |
| 6  | The Song of the Sirens        | Il canto delle sirene          | 2 novembre 2013   | 17 maggio 2015  |
| 7  | The Rules of Engagement       | La promessa sposa              | 9 novembre 2013   | 24 maggio 2015  |
| 8  | The Furies                    | Le Erinni                      | 16 novembre 2013  | 31 maggio 2015  |
| 9  | Pandora's Box                 | Lo scrigno di Pandora          | 30 novembre 2013  | 7 giugno 2015   |
| 10 | The Price of Hope             | Il prezzo della speranza       | 7 dicembre 2013   | 14 giugno 2015  |
| 11 | Hunger Pangs                  | I morsi della fame             | 14 dicembre 2013  | 21 giugno 2015  |
| 12 | Touched by the Gods: Part One | Prescelto dagli Dei (1ª parte) | 21 dicembre 2013  | 28 giugno 2015  |
| 13 | Touched by the Gods: Part Two | Prescelto dagli Dei (2ª parte) | 28 dicembre 2013  | 28 giugno 2015  |

## Il toro della terra
- Titolo originale: The Earth Bull
- Diretto da: Justin Molotnikov
- Scritto da: Howard Overman

### Trama
Un giovane di nome Giasone si imbarca su una nave alla ricerca del padre scomparso. Si immerge con un batiscafo nel punto in cui sa che il genitore ha fatto l'ultima immersione ma una luce ed un vortice misterioso lo attirano verso di loro. Si risveglia su una spiaggia di una terra misteriosa in un'epoca remota e ignota, piena di creature mitologiche, vicino ad una città cinta da antiche mura che si chiama Atlantide, governata da un re di nome Minosse. Lì trova rifugio presso la casa di due uomini che si fanno chiamare Ercole e Pitagora: il primo narra delle gesta eroiche compiute mentre il secondo è uno studioso. Giasone scopre che ogni anno viene fatta un'offerta umana al dio Poseidone: alcuni cittadini estratti a sorte vengono condotti nel labirinto dov'è rinchiuso il Minotauro come sacrificio. Ai tre la fortuna non sorride, e sono costretti ad entrare nell'antro, dove incontreranno il Minotauro.

## La figlia scomparsa
- Titolo originale: A Girl By Any Other Name
- Diretto da: Justin Molotnikov
- Scritto da: Howard Overman

### Trama
Giasone ed i suoi amici sono alla costante ricerca di soldi per poter campare. Quando un uomo anziano, che è venuto a conoscenza dei tre dopo l'uccisione del Minotauro, chiede il loro aiuto per ritrovare la figlia scomparsa, essi accettano perciò senza indugio. Ma la missione non si rivela semplice: la giovane, infatti, è stata rapita dalle Menadi, seguaci fanatiche del dio Dioniso, per farne una di loro. Giasone e gli altri riescono ad entrare nel palazzo dove risiedono le Menadi ed incontrano la ragazza, che si chiama Medusa.

## Un ragazzo insignificante
- Titolo originale: A Boy of No Consequence
- Diretto da: Justin Molotnikov
- Scritto da: Howard Overman

### Trama
Il nuovo successo del trio porta loro onore ma anche nuovi pericoli. La figlia del re, Arianna, si invaghisce di Giasone ma ella è promessa sposa ad un giovane nobile fin da tenera età. La regina, Pasifae, che spinge per il matrimonio tra Arianna ed il giovane, non vede di buon occhio l'interesse della figlia per Giasone. Intanto Giasone ed i suoi amici vengono arrestati per aver percosso per strada, senza saperlo, Eptariano, proprio il promesso sposo di Arianna. Il re Minosse decide quindi che il trio partecipi ad uno spettacolo di tauromachia in onore di Poseidone affinché sia il dio a giudicarli e decidere del loro destino. Pasifae vuole approfittare dell'evento per eliminare Giasone.

## Scherzo del destino
- Titolo originale: Twist of Fate
- Diretto da: Alice Troughton
- Scritto da: Richard McBrien

### Trama
Mentre sono a caccia sulle montagne i nostri eroi incontrano un bambino abbandonato. Giasone si rifiuta di lasciarlo lì da solo e decide di portarlo ad Atlantide. Questo gesto porta però altri guai a Giasone ed ai suoi amici, che si ritrovano nel mezzo di un intricato dedalo di segreti e bugie che ruotano intorno al bambino che hanno salvato, che si scopre essere il figlio del re Laio, sovrano della città di Tebe, che lo sta cercando ad Atlantide. Laio vuole il bambino morto perché stando a una profezia lui un giorno lo ucciderà e sposerà la madre, comunque Giasone, Ercole e Pitagora portano il bambino in salvo, infine lo lasciano alle cure di un gruppo di uomini che si prenderanno cura di lui, prima di separarsi dall'infante, però, lo battezzano con il nome di Edipo.

## Bugie a fin di bene
- Titolo originale: White Lies
- Diretto da: Alice Troughton
- Scritto da: Howard Overman

### Trama
Arianna viene raggiunta da un messaggero giunto in città per portargli delle notizie inattese di una persona che non vede da molto tempo, suo fratello in esilio. Decide di incontrarlo di nascosto e chiede aiuto a Giasone per portarla al luogo dell'appuntamento, eludendo la sorveglianza del palazzo di corte e dei suoi genitori. Il fratello vuole informare Arianna dei motivi per cui è stato esiliato e dei giochi di potere che si stanno svolgendo a corte, che potrebbero portare al rovesciamento dello stesso re Minosse.

## Il canto delle sirene
- Titolo originale: The Song of the Sirens
- Diretto da: Declan O'Dwyer
- Scritto da: Lucy Watkins

### Trama
Deciso a conquistare il cuore di Medusa dopo un incontro di lotta in cui ha perso mettendosi in ridicolo agli occhi di lei, Ercole chiede aiuto alla maga Circe, nota per essere una strega malefica, che gli dona una pozione magica. Ercole la offre a Medusa che si innamora di lui. Ma la pozione si rivela essere anche un potente veleno e la ragazza inizia a sentirsi molto male. Vedendo la sua amata in quelle condizioni, Ercole confida ai suoi amici il motivo della malattia di Medusa. Giasone decide di partire verso l'antro di Circe ma, prima di lui, parte anche Ercole deciso a risolvere la questione da solo. Ma Ercole cade in una trappola della maga. Giasone dovrà non solo evitare la pericolosa Circe, che ha ben altro in mente, ma trovare anche un modo per salvare i suoi amici.

## La promessa sposa
- Titolo originale: The Rules of Engagement
- Diretto da: Declan O'Dwyer
- Scritto da: Richard McBrien

### Trama
Quando Giasone apprende che Arianna convolerà a breve a nozze con Eptariano, egli decide di partecipare al torneo di combattimenti in onore dei futuri sposi, deciso a sconfiggere il suo contendente ed a conquistare così la mano della figlia di Minosse. I suoi amici, prima riluttanti, decidono comunque di assecondarlo perché capiscono le ragioni che spingono Giasone in quest'impresa. Pasifae trama affinché Eptariano non perda.

## Le Erinni
- Titolo originale: The Furies
- Diretto da: Alice Troughton
- Scritto da: Julian Jones

### Trama
L'arrivo inatteso del fratello di Pitagora aumenta il gruppo di Giasone, che vede finalmente la sorte girare a loro favore quando ad Ercole viene proposto come lavoro di scortare un giovane ed i suoi beni attraverso il deserto in cambio di una lucrosa ricompensa. Ma la cosa si rivela più pericolosa del previsto: dopo aver trascorso una notte all'interno del tempio delle Erinni, spiriti della notte che vengono evocati per vendicare gli assassinii, la carovana viene attaccata da forze misteriose e malvagie che mettono in pericolo la vita di Giasone e dei suoi amici.

## Lo scrigno di Pandora
- Titolo originale: Pandora's Box
- Diretto da: Declan O'Dwyer
- Scritto da: Howard Overman

### Trama
Kyros, uno strozzino a cui Ercole deve del denaro, fa rapire Medusa promettendo di liberarla in cambio dello scrigno di Pandora, che si trova nascosto nell'Ade. Con l'aiuto di Eunapio, un vecchio servitore della dea dell'oltretomba Persefone, Giasone ed Ercole riescono a raggiungere il regno dei morti mettendosi alla ricerca del prezioso oggetto. Ma il tempo stringe: Kyros ha concesso solo 24 ore di tempo per avere ciò che chiede altrimenti ucciderà Medusa. Grazie all'aiuto di un sacerdote, Ercole e Giasone raggiungono il mondo dei morti, dove ritrovano il loro amico Ciro, che li conduce nel Tartaro, dove trovano lo scrigno, la mostruosa creatura che è a guardia dell'oggetto dice agli avventurieri che se lo scrigno venisse aperto, cosa che accadrebbe di sicuro dato che esercita un potere sugli altri, tutti i mali del mondo verrebbero liberati. Nonostante tutto decidono di prendere lo scrigno, poi ritornano nel mondo dei vivi, ma comunque Giasone non se la sente di dare lo scrigno a Kyros, quindi ne creano un duplicato, e poi lasciano lo scrigno a casa loro. Giasone e gli altri vanno a prendere Medusa, dando a Kyros lo scrigno falso, poi lui lo apre e scopre che non è quello vero, al suo interno c'era un serpente. Giasone e i suoi amici scappano, Medusa va a nascondersi a casa loro, Giasone poi uccide Kyros. Intanto Medusa, a casa dei suoi salvatori, viene sedotta dallo scrigno, che la spinge ad aprirlo, poi lei lo richiude, ma anche se è rimasto aperto per poco, lo scrigno ha avuto il tempo necessario per maledire la giovane ragazza, trasformandola in una creatura con dei serpenti al posto dei capelli, e quando lo sguardo di una persona incrocia il suo, essa viene pietrificata. Medusa scappa via da Atlantide, poi Giasone va dall'Oracolo che gli dice che questo era il destino della ragazza, ma il peggio non finisce, la donna gli rivela che un giorno Giasone dovrà uccidere Medusa per il bene di Atlantide, e suo malgrado, Giasone decide di accettare il suo destino. 

## Il prezzo della speranza
- Titolo originale: The Price of Hope
- Diretto da: Alice Troughton
- Scritto da: Howard Overman

### Trama
Pitagora chiede a Dedalo di decifrare le scritte riportate sullo scrigno di Pandora, intenzionato a trovare una cura per la maledizione che ha colpito Medusa: i due scoprono, però, che l'unico rimedio è il sacrificio della vita di Ercole. Pitagora decide di non rivelare la cosa al suo amico che però, parte di nascosto alla ricerca di Medusa dopo che ha saputo da una sua fonte che lei si è nascosta in una grotta lungo la spiaggia. Quando Giasone e Pitagora si accorgono della partenza di Ercole, cercano di raggiungerlo ma tutti e tre cadono prigionieri degli Sciti. Giasone viene ferito, ma lui e Pitagora vengono salvati da una ragazza di nome Atlanta, che gli medica la ferita. Ercole poi raggiunge i suoi amici, il giorno dopo raggiungono la spiaggia, e trovano Medusa in una caverna. Ercole, che ha scoperto che solo il suo sacrificio farà ritornare la sua amata come prima, decide di morire lasciandosi pietrificare da lei, ma Giasone riesce a impedirglielo, inoltre viene messo in evidenza il fatto che lui è immune allo sguardo di Medusa. Quest'ultima parla con Ercole dicendogli che non vuole il suo sacrificio, perché se l'unico modo per farla tornare normale fosse la morte di Ercole, lei non riuscirebbe più a essere felice. Giasone, Pitagora ed Ercole lasciano la spiaggia, ma prima di andarsene Ercole promette a Medusa che troverà il modo di riportarla alla normalità, ma Medusa è ben consapevole che non ci riuscirà mai.

## I morsi della fame
- Titolo originale: Hunger Pangs
- Diretto da: Alice Troughton
- Scritto da: Julian Jones

### Trama
Giasone, spinto dalla fame, ruba in un piccolo santuario un pezzo di carne che è stato offerto alla dea Ecate. Tornato a casa, lo mangia completamente da solo, senza condividerlo con i suoi amici. Ben presto, però, comincia a manifestare i sintomi di una maledizione, lui durante le notti si trasforma in una specie di lupo aggressivo, infatti Pitagora e Ercole gli spiegano che rubare le offerte elargite a un dio equivale a un sacrilegio, perciò Giasone si è trasformato, e l'unico modo per liberarlo dalla maledizione è quello di fargli ingerire dell'argento. Pasife avvelena suo marito, il quale è sempre più debole. Ercole e Pitagora chiedono aiuto ad Arianna, la quale dà ai due l'argento. Intanto Eptariano si è messo alla ricerca di una strana creatura che è comparsa in città, ovvero Giasone, ma Ercole e Pitagora riescono a nasconderlo, infine gli fanno ingerire l'argento salvandolo.

## Prescelto dagli Dei (prima parte)
- Titolo originale: Touched by the Gods: Part One
- Diretto da: Jeremy Webb
- Scritto da: Howard Overman

### Trama
La maga Circe appare in sogno a Giasone per ricordargli il patto che hanno stilato: egli deve uccidere sua sorella Pasife, pena la morte di Giasone e dei suoi amici. Al suo risveglio, Giasone organizza l'omicidio entrando con un sotterfugio nel palazzo reale. Giunto però nella stanza di Pasife, Giasone non riesce ad ucciderla nel sonno. Pasife si sveglia e dà l'allarme. Giasone viene nascosto da Arianna, che gli medica la ferita che una delle guardie gli ha inflitto, poi gli fa passare lì la notte. Giasone decide di chiudere con Circe, quindi va da lei e la uccide, ma prima di morire la strega crea dei guerrieri scheletrici che cercano di uccidere Giasone, ma lui li sconfigge con l'aiuto di Ercole. Purtroppo l'ancella di Arianna trova il panno sporco di sangue con il quale lei aveva medicato Giasone, consegnandolo alla regina, che processa la figliastra con l'accusa di tradimento, dalla quale lei non si difende. Pitagora informa Giasone che la sua amata Arianna è stata condannata a morte. Intanto il re Minosse è sul letto di morte, gli rimane poco da vivere a causa del veleno.

## Prescelto dagli Dei (seconda parte)
- Titolo originale: Touched by the Gods: Part Two
- Diretto da: Jeremy Webb
- Scritto da: Howard Overman

### Trama
Arianna viene processata da Pasifae venendo riconosciuta colpevole di tradimento e per questo condannata a morte. Giasone, con l'aiuto del capo delle guardie, Ramos, fedele al re, organizza la liberazione della principessa. Ramos permette a Giasone, Arianna, Ercole e Pitagora di scappare via da Atlantide, a costo della vita, infatti Ramos viene ucciso da Heptarian. Su consiglio dell'oracolo, il gruppo di amici fugge verso le miniere di argento sul monte Pangeo, dove vengono nascosti da un gruppo di lebbrosi, tra essi c'è un uomo di nome Aesone, molto gentile, che decide di aiutarli. Pasife e i suoi soldati li raggiungono, e rapiscono Arianna, e mentre la donna si appresta a uccidere Giasone, all'ultimo momento arriva Aesone che la convince a non farlo perché il ragazzo è suo figlio, avuto tanto tempo fa dallo stesso Aesone, infatti Pasife e Aesone sono i genitori di Giasone. Alla luce della sconcertante rivelazione, la malvagia regina se ne va senza fargli del male. Heptarian aggredisce Aesone e Giasone ma perisce per mano di quest'ultimo. Le strade di Giasone e Aesone si dividono, lui e i suoi amici tornano ad Atlantide, intanto Pasife è ancora dell'idea di giustiziare Arianna, ma Minosse, dopo essersi ripreso, dato che Melas (avendo capito che la salute del re non stava peggiorando a causa di una malattia ma per l'assunzione di un veleno) gli ha fatto bere un antidoto per guarire, salva sua figlia dalla sentenza di morte rimproverando sua moglie per il suo comportamento. Saputo che Giasone ha salvato Arianna da morte certa, Minosse lo ringrazia, ma avendo capito che lui ama sua figlia, gli consiglia di dimenticarla.